# Lore Neugebauer
Lore Neugebauer z domu Wallisch-Prinz (ur. 26 maja 1928 w Dortmundzie, zm. 27 lipca 1994 w Mellrichstadt) – niemiecka polityk i samorządowiec, od 1987 do 1989 posłanka do Parlamentu Europejskiego II kadencji.

## Życiorys
Wychowała się w Erfurcie, w 1949 przeprowadziła się do Niemiec Zachodnich. Ukończyła studia ekonomiczne. W 1961 zaangażowała się w działalność Socjaldemokratycznej Partii Niemiec. W latach 1976–1993 kierowała partyjną organizacją kobiecą (Arbeitsgemeinschaft sozialdemokratischer Frauen) w dystrykcie Rhön-Haßberge (północna część Dolnej Frankonii). Od 1979 przez dziesięć lat kierowała strukturami SPD w powiecie Rhön-Grabfeld. Od 1984 była radną w tym powiecie, a od 1990 do śmierci zasiadała w radzie miejskiej Mellrichstadt. Dwukrotnie kandydowała bez powodzenia do bawarskiego landtagu.
W 1984 kandydowała do Parlamentu Europejskiego II kadencji, mandat uzyskała 3 lipca 1987 w miejsce zmarłego Bruno Friedricha. Przystąpiła do grupy socjalistycznej, należała do Komisji ds. Instytucjonalnych, Komisji ds. Socjalnych i Zatrudnienia oraz Komisji ds. Kwestii Prawnych i Praw Obywatelskich.

## Życie prywatne
Była ewangeliczką, miała męża i troje dzieci. Zmarła 27 lipca 1994.